# Why Tightwad Tips
Why Tightwad Tips è un cortometraggio del 1912 diretto da Pat Hartigan e interpretato da John E. Brennan. Venne prodotto dalla Kalem e distribuito dalla General Film Company, che lo fece uscire nelle sale il 30 dicembre 1912.

## Produzione
Il film, prodotto dalla Kalem Company, fu girato a Santa Monica.

## Distribuzione
Distribuito dalla General Film Company, il film - un cortometraggio di 150 metri - uscì nelle sale statunitensi il 30 dicembre 1912.
Nelle proiezioni, veniva programmato con il sistema dello split reel, accorpato in un'unica bobina con un altro cortometraggio prodotto dalla Kalem, The Peace Offering.